# Motyle dzienne

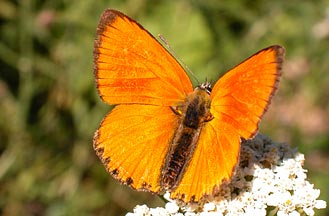
Czerwończyk dukacik (Lycaena virgaureae)

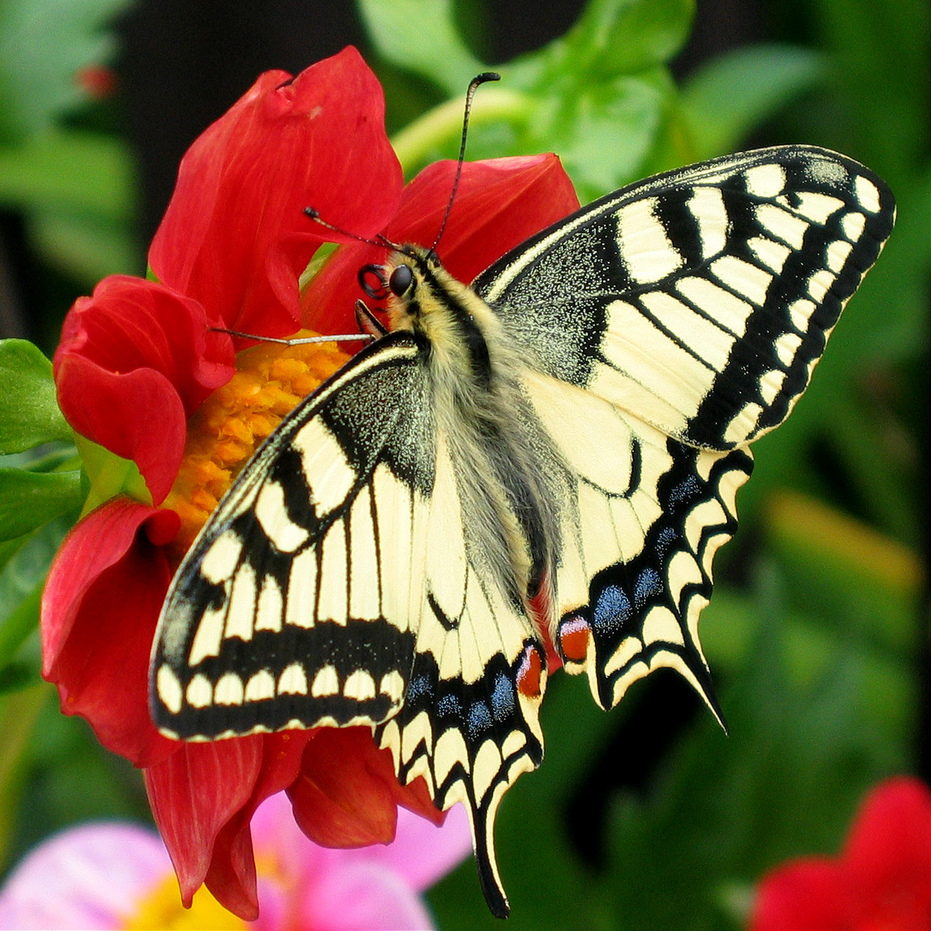
Paź królowej (Papilio machaon)

Motyle dzienne, buławkorożne (Rhopalocera) − grupa motyli (w Europie Środkowej około 270 gatunków), jest grupą sztuczną. Wyróżniają się kolorowymi skrzydłami o dużej powierzchni, buławkowato zakończonymi czułkami, smukłą budową ciała, a przede wszystkim porą aktywności. Latają od wschodu do zachodu słońca. Z poczwarki wylegają się rankiem. Większość motyli dziennych ma wyraźnie zaokrąglone skrzydła umożliwiające błyskawiczne zwroty i zrywy, a więc uchylanie się od ptasich ataków. Specyficzny chwiejny lot. Skrzydła motyli dziennych mają na ogół dużą powierzchnię w stosunku do rozmiarów ciała.